# کوهبل
کوهبل (به لاتین: Gohbal) یک منطقهٔ مسکونی در عراق است که در شهرستان سنجار واقع شده‌است. کوهبل ۱۳٬۲۸۱ نفر جمعیت دارد.